# チャド・アレン (俳優)
チャド・アレン（Chad Allen Lazzari、1974年6月5日 - ）は、アメリカ合衆国カリフォルニア州セリトス出身の元俳優。

## 来歴
子役の頃からテレビなどで活躍。よく知られているところでは、テレビシリーズ『ドクタークイン 大西部の女医物語』でのマシュー・クーパー役がある。最近では、ゲイの探偵を演じた『私立探偵ストレイチー』シリーズに主演している。
1996年に、男性とキスをしている写真がタブロイド紙に掲載されてからは、性的少数者の権利擁護運動にも参加するようになり、アドヴォケイト誌などにも頻繁に登場している。
2006年のドキュメンタリー映画『End of the Spear』では、実在するキリスト教の宣教師を演じたため、保守的な信者達から激しい非難を受けた。
2015年に俳優業からの引退を表明。
その後、カリフォルニア大学ロサンゼルス校で心理学を、アンティオーク大学で臨床心理学を学ぶ。

## 主な出演作品

### テレビ
- 超音速攻撃ヘリ エアーウルフ - Airwolf　（1984年）
- 頑固じいさん孫3人 - Our House　（1986年）
- 新スタートレック - Star Trek: The Next Generation　（1990年）
- 素晴らしき日々 - The Wonder Years　（1991年）
- ドクタークイン 大西部の女医物語 - Dr. Quinn, Medicine Woman　（1993年~1997年）
- NYPDブルー - NYPD Blue　（1999年、2004年）
- コールドケース 迷宮事件簿 - Cold Case　（2005年）
- チャームド～魔女3姉妹 - Charmed　（2005年）

### 映画
- The Bad Seed　（1985年）
- Happy New Year, Charlie Brown!　（1986年） 声の出演
- テラービジョン - TerrorVision（1986年）
- Camp Cucamonga　（1990年）
- Downtown: A Street Tale　（2004年）
- 私立探偵ストレイチー - Third Man Out　（2005年） 『私立探偵ストレイチー』シリーズ第1弾。
- End of the Spear　（2006年）
- 私立探偵ストレイチー/偽りのセラピー - Shock to the System　（2006年） 『私立探偵ストレイチー』シリーズ第2弾。
- On the Other Hand, Death　（2008年） 『私立探偵ストレイチー』シリーズ第3弾。
- Ice Blues　（2008年） 『私立探偵ストレイチー』シリーズ第4弾。
- ハリウッド・ジュテーム - Hollywood, je t'aime (2009)